# Rebelde con causa
 Rebelde con causa es una película en blanco y negro de Argentina dirigida por Antonio Cunill (h) sobre el guion de Hugo Moser e Isaac Aisemberg que se estrenó el 29 de junio de 1961 y que tuvo como protagonistas a José Marrone, Patricia Shaw,  Enrique Kossi y Héctor Gancé.

## Sinopsis
Los desastres provocados a bordo de un portaaviones por un alocado tripulante.

## Reparto
- José Marrone
- Patricia Shaw
- Enrique Kossi
- Héctor Gancé
- Inés Fernández
- Rolando Dumas
- Alberto Lares
- Mirella Roxi
- Chris Ariel
- María Elena Petrusky
- Luis Calán
- Claudio Lucero
- Patricio Azcárate
- Pancho Romano
- Oscar Guatta
- Aldo Kaiser
- Rodolfo Onetto
- Tino Pascali
- Raúl Sanz …Extra

## Comentarios
Comentó  Tiempo de Cine:

”Un esclavo con causa…José Marrone se rebela contra todo ingenio…Una película torpe.”